# Ines Thorn
Ines Thorn (* 1964 in Leipzig) ist eine deutsche Schriftstellerin.

## Leben
Ines Thorn absolvierte in Leipzig eine Ausbildung zur Buchhändlerin und arbeitete einige Zeit in diesem Beruf. 1990 ging sie nach Frankfurt und studierte an der Goethe-Universität Germanistik, Slawistik und Kulturphilosophie.
Anschließend arbeitete Ines Thorn in der Bibliothek eines Frankfurter Krankenhauses und veröffentlichte 2000 ihren Debütroman „Die Spiegeltänzerin“. 2003 gab sie ihren Beruf auf und arbeitet seither als Autorin.
Ines Thorn ist in zweiter Ehe verheiratet und lebt im Schwalm-Eder-Kreis. Sie ist die Mutter der Theologin und Autorin Hella Thorn.

## Werke (Auswahl)
Einzelwerke 
- Die Spiegeltänzerin. Roman. Heyne, München 2000, ISBN 3-453-16131-9.
- Die Pelzhändlerin. Historischer Roman. Rowohlt, Reinbek 2004, ISBN 3-499-23762-8.
- Die Silberschmiedin. Historischer Roman. Rowohlt, Reinbek 2006, ISBN 3-499-23857-8.
- Die Wunderheilerin. Historischer Roman. Rowohlt, Reinbek 2006, ISBN 3-499-24264-8.
- Unter dem Teebaum. Roman. Rowohlt, Reinbek 2007, ISBN 978-3-499-24484-1.
- Der Maler Gottes. Roman. Knaur, München 2007, ISBN 978-3-426-63858-3 (Romanbiografie über Matthias Grünewald).
- Das Mädchen mit den Teufelsaugen. Roman.  Edition Wunderlich, Reinbek 2010, ISBN 978-3-8052-0888-8.
- Die Heilerin vom Steinwald. Historischer Roman. Weltbild, Augsburg 2012, ISBN 978-3-86800-808-1.
- Teufelsmond. Historischer Roman. Wunderlich, Reinbek 2012, ISBN 978-3-8052-5017-7.
- Gierige Naschkatzen. Frankfurt am Main, Brandes & Apsel 2015, ISBN 978-3-95558-107-7.
- Das garstige Dorf. Frau Blau ermittelt. Edel Elements, Hamburg 2016, ISBN 978-3-95530-755-4.
- Das Glück am Ende des Ozeans. Rowohlt, Reinbek 2016, ISBN 978-3-499-26698-0.
- Die Walfängerin. Historischer Roman. Rütten & Loening, Berlin 2016, ISBN 978-3-352-00663-0.
- Wolgatöchter. Historischer Roman. Rowohlt, Reinbek 2016, ISBN 978-3-499-25938-8.
- Die Strandräuberin. Historischer Roman. Rütten & Loening, Berlin 2017, ISBN 978-3-352-00898-6.
- Der Horizont der Freiheit. Historischer Roman. Rütten & Loening, Berlin 2019, ISBN 978-3-352-00922-8.
- Die Bilder unseres Lebens. Rütten & Loening, Berlin 2020, ISBN 978-3-352-00937-2.
- Monsieur Jammet und der Traum vom Grand Hotel. Blanvalet, München 2022, ISBN 978-3-7645-0805-0.
- Als wir von Schönheit träumten. Aufbau, Berlin 2023, ISBN 978-3-7466-3898-0.
- Sacrow – Paradies mit dunklen Schatten, Piper, München 2025, ISBN 978-3-492-06519-1

Kaufmannsfamilie Geisenheimer
- Die Kaufmannstochter. Historischer Roman. Rowohlt, Reinbek 2008, ISBN 978-3-499-24766-8.
- Die Tochter des Buchdruckers. Historischer Roman. Rowohlt, Reinbek 2010, ISBN 978-3-499-25363-8.
- Die Kaufherrin. Historischer Roman. Weltbild, Augsburg 2009, ISBN 978-3-86800-314-7.
- Die Geliebte des Kaufherrn. Historischer Roman. Weltbild, Augsburg 2011, ISBN 978-3-86800-550-9.

Die Verbrechen von Frankfurt
- Galgentochter. Historischer Roman. Rowohlt, Reinbek 2008, ISBN 978-3-499-24603-6.
- Höllenknecht. Historischer Roman. Rowohlt, Reinbek 2009, ISBN 978-3-499-24942-6.
- Totenreich. Historischer Roman. Rowohlt, Reinbek 2011, ISBN 978-3-499-25371-3.
- Frevlerhand. Historischer Roman. Rowohlt, Reinbek 2012, ISBN 978-3-499-25907-4.
- Satanskind. Historischer Roman. Rowohlt, Reinbek 2015, ISBN 978-3-499-26774-1.

Sylt-Reihe / Weihnachtsromane
- Ein Stern über Sylt. Rütten & Loening, Berlin 2016, ISBN 978-3-352-00891-7.
- Ein Weihnachtslicht über Sylt. Rütten & Loening, Berlin 2017, ISBN 978-3-352-00906-8.

Frankfurt-Reihe
- Die Buchhändlerin. Rowohlt, Reinbek 2021, ISBN 978-3-499-00515-2.
- Die Buchhändlerin – Die Macht der Worte. Rowohlt, Reinbek 2022, ISBN 978-3-499-00814-6.

Nordmeer-Saga
- Töchter des Nordmeeres – Livs Weg. Rowohlt, Reinbek 2023, ISBN 978-3-499-01113-9.
- Töchter des Nordmeeres – Lucias Entscheidung. Rowohlt, Reinbek 2024, ISBN 978-3-499-01114-6.